# Chaetodon fremblii
Chaetodon fremblii är en fiskart som beskrevs av Bennett 1828. Chaetodon fremblii ingår i släktet Chaetodon och familjen Chaetodontidae. IUCN kategoriserar arten globalt som livskraftig. Inga underarter finns listade i Catalogue of Life.